# 保梅岭省级自然保护区
保梅岭省级自然保护区位于中国海南省西部丘陵山区，是海南省西部的水源涵养区之一。保护区总面积38.443平方公里，最高海拔847.6米。为热带海洋季风气候，5-10月为雨季，11月至次年4月为旱季。年平均气温24.9℃。土壤类型主要为砖红壤和赤红壤。